# Antonio de Aragón-Córdoba-Cardona y Fernández de Córdoba
Antonio de Aragón-Córdoba-Cardona y Fernández de Córdoba (né en 1615 à Madrid en Espagne et mort le 7 octobre 1650 à Madrid) est un cardinal espagnol. Il appartient  à une famille illustre, liée à la famille royale espagnole. Il est le frère du cardinal Pascual de Aragón-Córdoba-Cardona y Fernández de Córdoba (1660).

## Biographie
Aragón est chevalier de l'ordre d'Alcántara et général des galères armées à Valence. Il est membre du conseil suprême du tribunal de l'Inquisition de l'Espagne.
Le pape Innocent X le crée cardinal in pectore lors du consistoire du 7 octobre 1647. Sa création est publiée le 14 mars 1650 mais il meurt avant de recevoir son titre.

### Sources
- Fiche du cardinal sur le site fiu.edu